# Ukraińska Partia Narodowo-Republikańska
Ukraińska Partia Narodowo-Republikańska (UNRP) – ukraińska partia polityczna, utworzona w końcu 1918.
Występowała przeciw  socjalizmowi i reformie rolnej, była zorientowana na mocarstwa zachodnie. Liderami partii byli: Jewhen Archipienko (minister spraw rolnych w gabinecie Serhija Ostapenko), Pyłyp Pyłypczuk (minister transportu w tym samym rządzie) i O. Kowałewskyj.
UNPR zainicjowała nieudaną próbę przewrotu w Równem 29 kwietnia 1919.  Po próbie przewrotu nie podjęła działalności.